# Kanton Aiguebelle
Kanton Aiguebelle is een voormalig kanton van het Franse departement Savoie. Kanton Aiguebelle maakte deel uit van het arrondissement Saint-Jean-de-Maurienne en telde 4966 inwoners (1999). Het werd opgeheven bij decreet van 27 februari 2014 met uitwerking op 22 maart 2015. Alle gemeenten werden toegevoegd aan het kanton Saint-Pierre-d'Albigny.

## Gemeenten
Het kanton Aiguebelle omvatte de volgende gemeenten:
- Aiguebelle (hoofdplaats)
- Aiton
- Argentine
- Bonvillaret
- Épierre
- Montgilbert
- Montsapey
- Randens
- Saint-Alban-des-Hurtières
- Saint-Georges-des-Hurtières
- Saint-Léger
- Saint-Pierre-de-Belleville